# Las cuatro estaciones (colección de cuentos)
Las cuatro estaciones (en inglés: Different Seasons, 1982) es una colección de cuatro novelas cortas de Stephen King con un tono más dramático que el usual terror por el cual King es famoso. Se publicó en Estados Unidos el 27 de agosto de 1982, siendo su segunda colección después de la compilación de relatos El umbral de la noche (Night Shift) del año 1978.

## Contenido

### Rita Hayworth y la redención de Shawshank
Título original: Rita Hayworth and Shawshank Redemption
Subtítulo: Esperanza, primavera eterna (Hope Springs Eternal)
A Andy Dufresne, acusado de asesinar a su esposa y al amante, se lo condena a dos cadenas perpetuas consecutivas en la prisión de Shawshank. Andy se relaciona con reos de la prisión, en especial con «Red», el que consigue cosas dentro de la prisión. Andy le pide solo dos cosas: un pequeño pico y un póster de Rita Hayworth.

### Alumno aventajado
Título original: Apt Pupil
Subtítulo: Verano de corrupción (Summer of Corruption)
Todd es un joven fascinado por la temática de la Segunda Guerra Mundial y el nazismo. Por casualidad descubre que uno de sus vecinos, un anciano, fue un importante miembro del partido Nazi que huyó tras la victoria del ejército aliado y se ocultó en los Estados Unidos, cambiando su identidad. Deseoso por conocer todas sus historias, Todd chantajea al viejo con desvelar su identidad si no le cuenta la historia de su vida.

### El cuerpo
Título original: The Body
Subtítulo: Otoño de inocencia (Fall From Innocence)
Durante el verano de 1960, en la ciudad de Castle Rock, un chico llamado Ray Brower desaparece y es dado por muerto, Gordie Lachance y sus tres amigos, Chris Chambers, Teddy Duchamp y Vern Tessio se disponen a buscar el cuerpo. Durante el curso de su viaje, los chicos, que todos vienen de familias disfuncionales, tienen que vérselas con algunas de las duras verdades de haber crecido en una pequeña ciudad industrial que no parecen ofrecer mucho en el camino de un futuro.

### El método de respiración
Título original: The Breathing Method
Subtítulo: Una historia de invierno (A Winter's Tale)
Durante una reunión de un grupo de miembros de un club de caballeros, un anciano doctor narra como en su juventud conoció a una mujer embarazada que fue decapitada en un accidente de tránsito pero se negó a morir hasta asegurarse de que su bebé naciera de forma segura.

## Epílogo
Al final del libro, también hay un epílogo breve, que King escribió el 4 de enero de 1982 en el que explica por qué no había enviado antes las novelas cortas (cada una escrita en un momento diferente) para su publicación. En él, King explica que cuando él escribió las cuatro novelas cortas, sus agentes expresaron preocupación: sería "dado de baja" como alguien que sólo escribe terror. Sin embargo, sus novelas de terror resultaron ser bastante populares y lo hicieron muy solicitado como novelista. Por el contrario, las novelas cortas, que no trataban (principalmente) de lo sobrenatural, eran muy difíciles de publicar, ya que no había un mercado masivo para las historias de ficción "directa" en el formato de 25.000 a 35.000 palabras. Por lo tanto, King y su editorial concibieron la idea de publicar las novelas cortas juntas como "algo diferente", de ahí el título del libro.

## Adaptaciones
A excepción de El método de respiración, todas las novelas de la colección se han adaptado al cine.
- The Shawshank Redemption (Cadena perpetua) (1994). Escrita y dirigida por Frank Darabont. Protagonizada por Tim Robbins y Morgan Freeman.
- Apt Pupil (Alumno aventajado) (1998). Dirigida por Bryan Singer, escrita por Brandon Boyce y protagonizada por Ian McKellen.
- Stand by Me (Cuenta Conmigo) (1986). Dirigida por Rob Reiner y escrita por Bruce A. Evans y Raynold Gideon. Está narrada por el actor Richard Dreyfuss.